# Михайло Лисогір
Михайло Лисогір (нар. 20.11.1897, Розношинці, Збаразький повіт, Галичина — пом. 05.12.1979, Нью-Йорк, США) — вчитель, учасник визвольних змагань в лавах УГА, український громадський діяч у США.

## Життєпис
1918-20 рр. — учасник визвольних змагань в лавах УГА.
Середню освіту здобув в українській гімназії м. Тернопіль(1921).
Студіював славістику в університетах в Граці (Австрія, 1923-26) і Познані (Польща) (1926-27).
У 1930—1944 рр. учителював у Коросні, Коломиї, Золочеві, Яворові.
У 1945-47 рр. учителював в українських таборових гімназіях у Німеччині.
Переїхав до США, де у 1950—1960 рр. був Директором Школи Українознавства Товариства «Самопоміч» у Нью-Йорку.
Член Шкільної Ради УККА. Зааступник голови головної управи Об'єднання Українців Америки «Самопоміч».
Тривалий час — голова відділу «Самопомочі» у Нью Йорку.
Входив до редакційної колегії регіонального збірника «Яворівщина».